# Léon Renard (homme politique, 1836-1916)
Léon Renard, né le 16 mars 1836 à Valenciennes (Nord) et mort le 5 janvier 1916 dans la même ville, est un homme politique français.

## Biographie
Fils d'un agent général des mines d'Anzin, il est diplômé de l'école centrale des arts et manufactures en 1857. Il dirige la verrerie de Fresnes et devient président du syndicat des maitres verriers du nord de la France. Administrateur des forges de Maubeuge, actionnaire des mines d'Anzin, il est conseiller d'arrondissement en 1851 et juge au tribunal de commerce en 1867. Il fut élu député de la 2e circonscription de Valenciennes de 1876 à 1878, siégeant au groupe bonapartiste de l'Appel au peuple, puis dans la 1re circonscription de Valenciennes 1889 à 1893, siégeant à l'Union des droites.
Lors des débats sur la création du délégué mineur, il propose plusieurs amendements visant à réduire la portée d'un texte qui introduisait un contre-pouvoir à l'autorité sans limites du patron dans la mine,.

## Sources
- « Léon Renard (homme politique, 1836-1916) », dans Adolphe Robert et Gaston Cougny, Dictionnaire des parlementaires français, Edgar Bourloton, 1889-1891 [détail de l’édition]
- « Léon Renard (homme politique, 1836-1916) », dans le Dictionnaire des parlementaires français (1889-1940), sous la direction de Jean Jolly, PUF, 1960 [détail de l’édition]